# Morokweng becsapódási kráter
A Morokweng becsapódási kráter egy igen ősi becsapódási kráter Dél-Afrikában, Botswana határán. Korát 145 plusz-mínusz 0,8 millió évesnek mérték. Ezzel a korral a becsapódási esemény a Jura/Kréta határán foglal helyet. Több más kráter is ismert a Jura/Kréta határról, ilyen például a Mjölnir-kráter Norvégiában.

## A kráter adatai
A krátert mágneses mérések során fedezték föl 1994-ben. Becsült átmérője 70 kilométer. Fúrásmagokban talált minták alapján a becsapódó testet L-kondritosnak találták. 

## Különlegessége
2006-ban egy kutatócsoport egy fúrómagban, ami 770 méteres mélységből származott a becsapódó L kondritnak egy 25 centiméter átmérőjű darabját találták meg. Ez rendkívüli fölfedezés volt, mert eddig mindig azt gondolták, hogy a hatalmas becsapódás során a becsapódó test anyaga elpárolog. 

## Külső hivatkozások
- A Morokweng kráter helye a térképen
- A Morokweng kráternél talált fosszilis meteorit
- Andreoli et al 2008-as közleménye a kráternél végzett mérésekről
- Az L-kondritos égitest fejlődéstörténetéről.